# Frank Sánchez (Leichtathlet)
Frank Sánchez (* 2. Mai 1994) ist ein peruanischer Leichtathlet, der sich auf Sprint spezialisiert hat.

## Sportliche Laufbahn
Erste internationale Erfahrungen sammelte Frank Sánchez im Jahr 2013, als er bei den Juniorensüdamerikameisterschaften in Resistencia in 10,94 s den achten Platz im 100-Meter-Lauf belegte und schied über 200 Meter mit 22,37 s in der Vorrunde aus. Anschließend schied er bei den Juegos Bolivarianos in Trujillo mit 11,21 und 22,42 s jeweils in der Vorrunde über 100 und 200 Meter aus und gelangte mit der peruanischen 4-mal-100-Meter-Staffel nach 40,75 s auf Rang vier. Im Jahr darauf schied sie bei den U23-Südamerikameisterschaften in Montevideo mit 11,02 s und 22,21 s im Vorlauf über 100 und 200 Meter aus. 2015 wurde er bei den Südamerikameisterschaften in Lima mit 41,88 s Fünfter in der 4-mal-100-Meter-Staffel. 2016 kam sie bei den Ibero-Amerikanischen Meisterschaften in Rio de Janeiro mit 10,85 s nicht über die erste Runde über 100 Meter hinaus und anschließend schied er auch bei den U23-Südamerikameisterschaften in Lima mit 11,51 s im Vorlauf aus. 2019 belegte er bei den Südamerikameisterschaften in Lima mit 40,97 s den fünften Platz in der 4-mal-100-Meter-Staffel und erreichte anschließend nach 41,19 s Rang neun bei den Panamerikanischen Spielen ebendort Rang neun.
2012 wurde Sánchez peruanischer Meister im 200-Meter-Lauf sowie 2019 über 100 Meter.

## Persönliche Bestleistungen
- 100 Meter: 10,71 s (−0,9 m/s), 21. April 2018 in Lima
- 200 Meter: 22,16 s (−0,4 m/s), 17. April 2016 in Lima